# Polyporus
Polyporus (gr. "molts porus") és un gènere de fongs de l'ordre dels poliporals (Polyporales). Alguns dels seus membres són bolet de soca.

## Taxonomia
(Llista completa: List of Polyporus species)
El gènere Polyporus inclou unes 250 espècies:

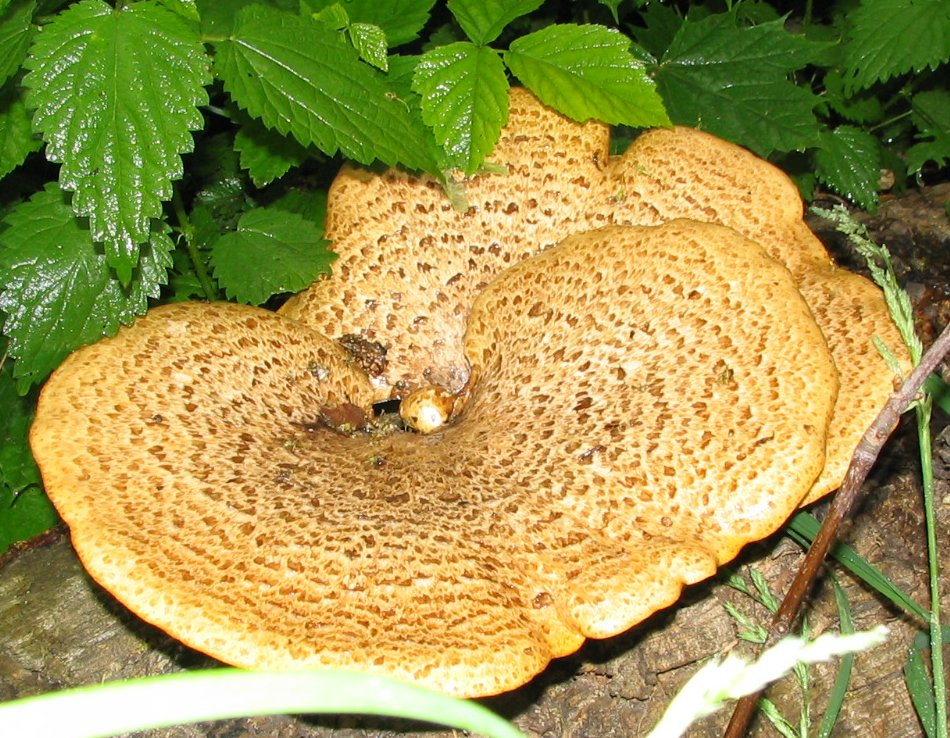
Polyporus squamosus

- Polyporus alveolarius
- Polyporus arcularius
- Polyporus badius
- Polyporus brumalis
- Polyporus ciliatus
- Polyporus corylinus
- Polyporus craterellus
- Polyporus cryptopus
- Polyporus dictyopus
- Polyporus gayanus
- Polyporus grammocephalus
- Polyporus guianensis
- Polyporus lepideus
- Polyporus leprieurii
- Polyporus leptocephalus
- Polyporus longiporus
- Polyporus ludovicianus
- Polyporus melanopus
- Polyporus meridionalis
- Polyporus mikawai
- Polyporus pinsitus
- Polyporus phyllostachydis
- Polyporus pseudobetulinus
- Polyporus radicatus
- Polyporus rhizophilus
- Polyporus septosporus
- Polyporus squamosus
- Polyporus squamulosus
- Polyporus subvarius
- Polyporus tenuiculus
- Polyporus tessellatus
- Polyporus tricholoma
- Polyporus tuberaster
- Polyporus tubiformis
- Polyporus udus
- Polyporus umbellatus
- Polyporus varius
- Polyporus virgatus